# Корабельникова, Людмила Зиновьевна
Людмила Зиновьевна Корабельникова (7 августа 1930, Одесса — 12 июля 2023, Москва) — советский и российский музыковед, профессор, доктор искусствоведения. Заслуженный деятель искусств Российской Федерации.

## Биография
Людмила Корабельникова родилась 7 августа 1930 года в Одессе. В 1948 году окончила Центральную музыкальную школу при Московской консерватории. В 1948—1953 годах обучалась в Московской консерватории по классу фортепиано В. М. Эпштейна и по классу истории музыки Н. В. Туманиной. В 1953—1957 годах работала в Доме-музее П. И. Чайковского в Клину заместителем директора по научной работе. В 1957—1968 годах — учёный секретарь Центрального музея музыкальной культуры имени М. И. Глинки. С 1968 года работала во ВНИИ искусствознания сначала младшим, с 1977 года старшим, а затем главным научным сотрудником. Работала в секторе истории музыки.
Член КПСС с 1965 года. Член Союза композиторов СССР, России и Москвы.
Автор и соавтор более 200 научных трудов, многие из которых посвящены творческой и педагогической деятельности С. И. Танеева. Защитила кандидатскую диссертацию «С. И. Танеев и Московская консерватория: Из истории русского музыкального образования» (1973) и докторскую диссертацию «Творчество С. И. Танеева: Историко-стилистическое исследование» (1988). Составитель, редактор и автор вступительной статьи трёхтомного издания «С. Танеев. Дневники» (1981—1985). Автор ряда статей в шеститомной «Музыкальной энциклопедии» и заместитель главного редактора в «Музыкальном энциклопедическом словаре». Автор и редактор глав и разделов в десятитомном издании «Истории русской музыки». В 1990-е годы была инициатором издания энциклопедии «Всё о Чайковском». Автор публикаций о музыке русской эмиграции 1920—1930-х годов.
Жила в Москве по адресу: набережная Тараса Шевченко, 3. Умерла 12 июля 2023 года. Похоронена на Введенском кладбище.

## Награды и звания
- Заслуженный деятель искусств Российской Федерации[1]
- Медаль «Ветеран труда»[1]
- Медаль Союза московских композиторов «За содружество, за вклад и пропаганду современной музыки»[2][1]

## Сочинения
- С. И. Танеев в Московской консерватории: Из истории русского музыкального образования. М., 1974.
- Творчество С. И. Танеева: Историко-стилистическое исследование. М.,1986.
- Александр Черепнин: Долгое странствие. М., 1999.
- Alexander Tcherepnin: The Saga of a Russian Émigré Composer. Indiana, 2008.